# Robert Morley
Robert Adolph Wilton Morley (Semley, Wiltshire, 1908. május 26. – Reading, Berkshire, 1992. június 3.) angol színész és író.

## Filmográfia
| Év   | Magyar cím                             | Eredeti cím                               | Szerep                                    |
| ---- | -------------------------------------- | ----------------------------------------- | ----------------------------------------- |
| 1936 |                                        | Marie-Antoinette                          | XVI. Lajos francia király                 |
| 1951 | Afrika királynője                      | The African Queen                         | Samuel Sayer atya, Rose bátyja            |
| 1953 | Ördögi kör / Afrika kincse             | Beat the Devil                            | Peterson                                  |
| 1954 |                                        | Beau Brummell                             | III. György brit király                   |
| 1956 | 80 nap alatt a Föld körül              | Around the World in 80 Days               | Ralph                                     |
| 1964 | A Topkapi kincse                       | Topkapi                                   | Cedric Page                               |
| 1966 | A fehér apácák titka                   | The Trygon Factor                         | Hubert Hamlyn                             |
| 1968 |                                        | Luther                                    | X. Leó pápa                               |
| 1971 | Az arany rabjai                        | When Eight Bells Toll                     | Sir Arthur Arnford-Jones („Arthur bácsi”) |
| 1978 | Ki öli meg Európa nagy konyhafőnökeit? | Who Is Killing the Great Chefs of Europe? | Maximillian Vandeveer                     |
| 1989 | 80 nap alatt a Föld körül              | Around the World in 80 Days               | Wentworth                                 |